# Carnet de ball

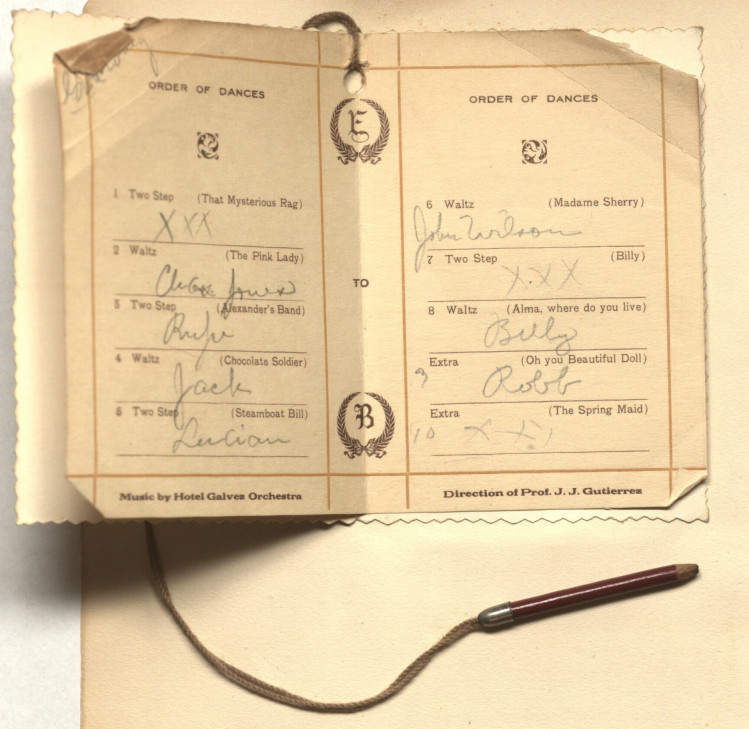
Carnet de ball a on estan anotades les peces musicals i el cavaller que serà la parella.

El Carnet de ball és un targetó plegat o un llibret de mida petita impresa amb algunes dades i adorns, que va ser indispensable per a les dames que assistien als balls aristocràtics o de famílies importants del segle xix i començaments del XX; per regla general tenia ja escrit el nom de les peces musicals programades, a continuació dels quals la dama anava escrivint el nom del cavaller que li demanava ballar amb ell aquest determinat ball.

## Context històric
Al llarg del segle xix i primer terç del XX va existir el costum, per part de la vella aristocràcia i la nova societat formada per la burgesia, d'oferir a amics i coneguts grans recepcións, l'atractiu principal dels quals era el ball. Es contractava els músics i es preparava el millor i el més gran saló que tingués la casa. Eren balls de societat que podien ésser públics quan es donaven en els casinos d'esbarjo o els liceus o també en determinats teatres. De vegades se celebraven balls de màscares o mascarades també fora dels dies de carnestoltes.

## El ball

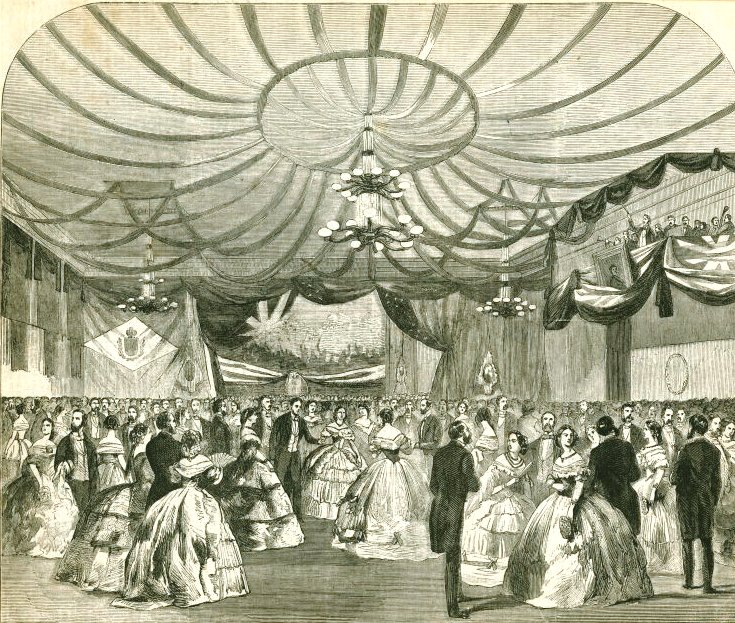
Ball a Tammany Hall, Nova York, el 9 de gener de 1860, en commemoració de l'aniversari de la batalla de Nova Orleans.

Els preparatius per a l'esdeveniment i el ball en si, tenien estrictes normes de cortesia i protocol; basats en els balls que donava la família reial, començava i acabava la temporada a la vegada. Les vestimentes tant de dones com d'homes estaven regulades i els objectes d'accessoris també. Les teles, els colors i els models variaven segons l'edat. Les sabates es feien de ras del mateix color del vestit i els guants acostumaven a ser de tons clars i era costum portar-los posats tota la nit. Altres complements indispensables eren el mocador, el ventall i el carnet de ball per a les dames.

## El carnet de ball
Era un complement imprescindible. Hi havia de diferents models i materials i encara que de vegades ja estaven escrites en algun dels seus fulls les peces de música que s'interpretarien era quasi una excepció doncs el més comú és que cada persona escrivís tant el títol del ball com el seu corresponent «partenaire». El carnet tenia l'afegitó d'un llapis que penjava d'un cordó o cinta. Els materials variaven i hi tenien molt a veure amb la posició econòmica i l'estat civil de la dama: els carnets de nacre eren per a la solteres, els d'ivori per a les casades i atzabeja per a les vídues. Així el pretendent sabia anticipadament amb qui tractava. Els més senzills eren de cartó i s'usaven una única vegada; n'hi havia també més elegants, de plata. Alguns se n'encarregaven i personalitzaven però per regla general es compraven a les botigues especialitzades. Sovint formaven part d'un conjunt, un joc que consistia en una agenda, un moneder, un llibre devocionari i el propi carnet tot plegat ficat en un vistós estoig ben rematat i folrat de seda.
Les normes per a l'ús del carnet eren inapel·lables. Quan la dama escrivia a les seves pàgines el nom del candidat no es podia girar enrere sota cap excepció. El cavaller també tenia una agenda on anotar el nom de la dama corresponent per a no equivocar-se i arribar segur a la cita.

Diversos carnets de ball
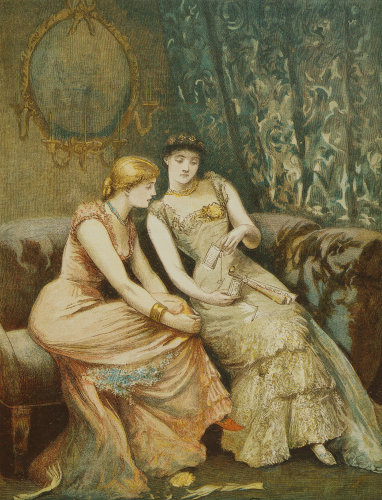
Conversa sobre el carnet de ball. Preparatius per a un ball, 1882.
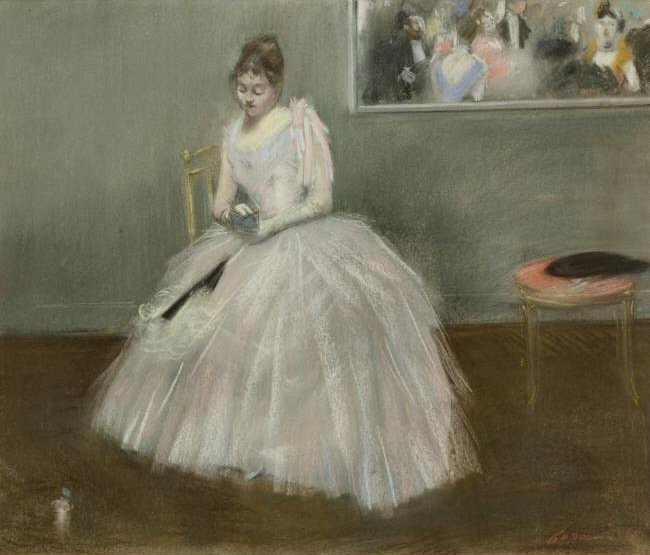
Le Carnet de bal de Jean-Louis Forain.
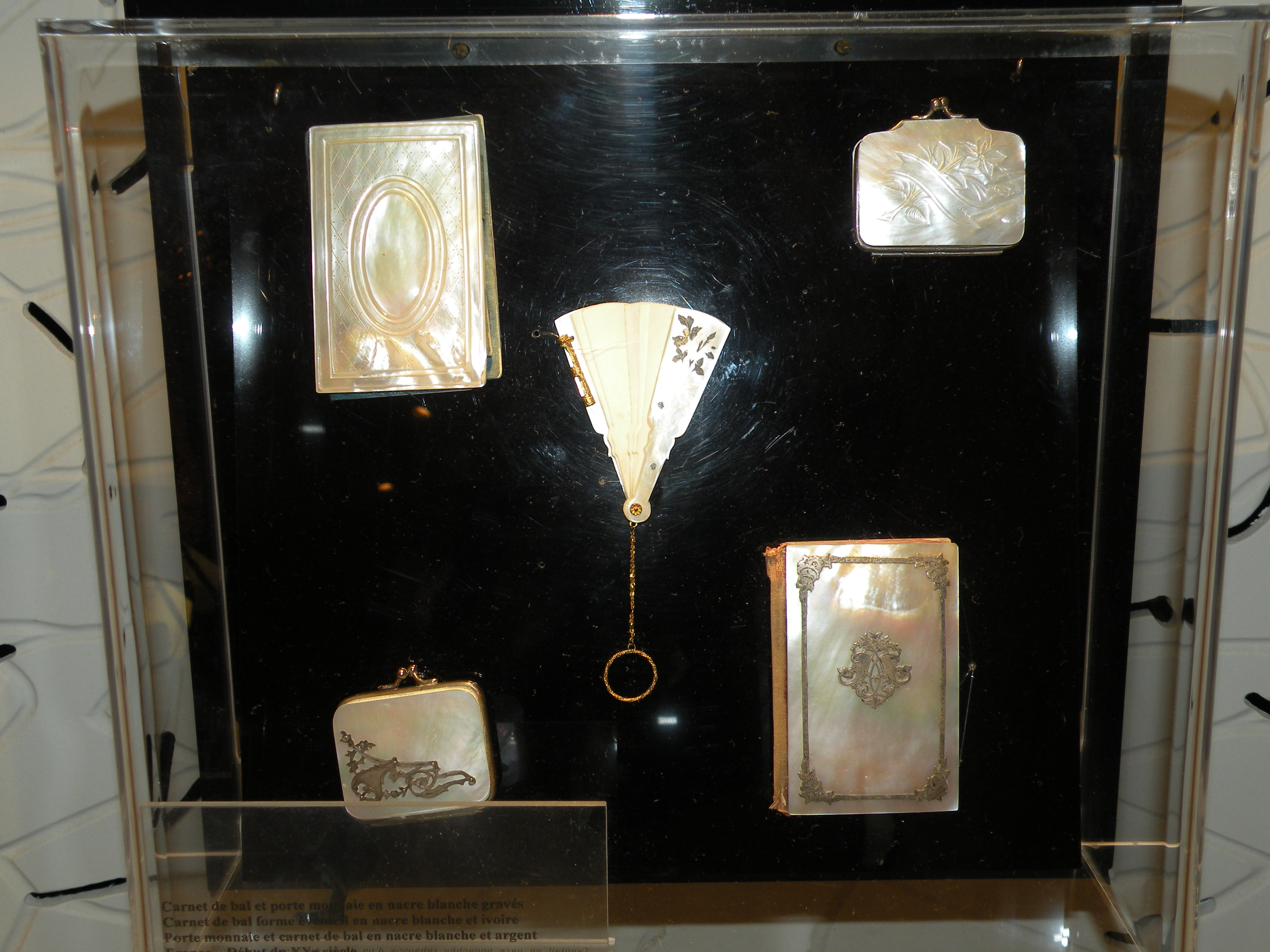
Dos carnets, un ventall i dos moneders en nacre.
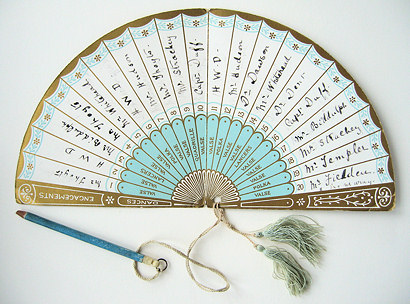
Carnet de ball en forma de ventall.